# .cl
.cl és el domini de primer nivell territorial (ccTLD) de Xile i és administrat per la Universitat de Xile.  El registre de dominis de segon nivell en virtut d’aquest TLD està obert a qualsevol persona, tal com va establir el Reglament actual per a l’operació del registre de noms de domini .Cl des de desembre de 2013, que va eliminar el requisit dels registradors estrangers amb un contacte local amb Una tirada, el número d’identificació nacional xilena.
El registre de noms que inclouen lletres accentuades (á, é, é, de, th), ñ i  ü es va obrir el 2005.
Des de l’abril de 2011, admet DNSSEC.
Microsoft l'utilitzava en un Hack de domini per al seu servei de xarxes socials So.cl. Oracle Corporation va utilitzar el domini hack ora.cl com a escurçament d'URL